# Чупа-Манчулеску (Арђеш)
Чупа-Манчулеску (рум. Ciupa-Mănciulescu) насеље је у Румунији у округу Арђеш у општини Ратешти. Oпштина се налази на надморској висини од 212 m.

## Становништво
Према подацима из 2002. године у насељу је живело 303 становника, од којих су сви румунске националности.